# Daebudo

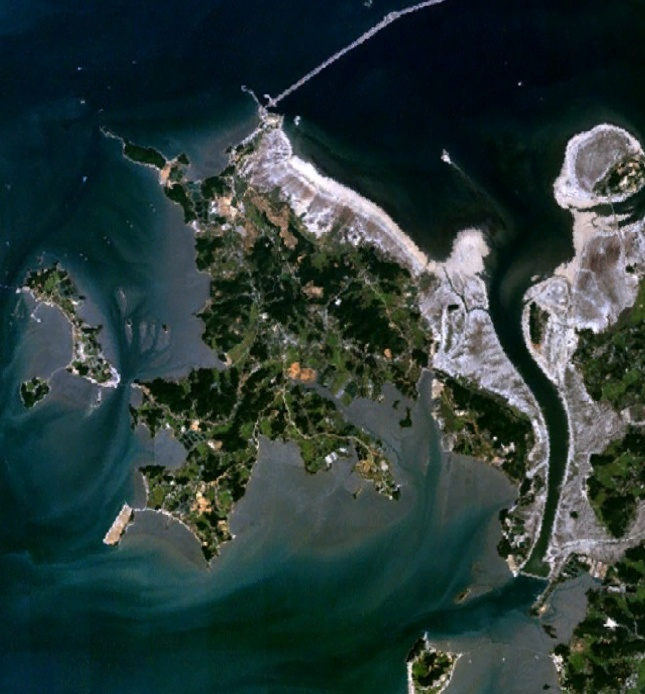
Foto aérea de Daebudo

Daebudo é uma ilha sul coreana do Mar Amarelo, dentro do município da cidade de Ansan, na província de Gyeonggi. Sua população é de cerca de 7,144 pessoas e uma área de 41,98 km quadrados. Devido a ascensão de um lodaçal, a ilha se fundiu com Seongamdo e Tando. Administrativamente, a ilha foi dividida em cinco dong: Daebubuk-dong, Daebunam-dong, Daebudong-dong, Seongam-dong e Pungdo-dong. As atividades econômicas da região incluem turismo e pesca. A ilha se conecta (por Seongam-do e Tan-do) a terra firme por pontes ao sudeste para Hyeongdo, nordeste por várias rotas, e para Seonjaedo ao oeste.

## História
Durante as dinastias Goryeo e Joseon, Daebudo era parte da jurisdição de Namyang. No dia 1 de março de 1914, ela foi transferida para Bucheon, e em 1 de julho de 1973, a responsabilidade pela ilha foi transferida para o Condado Ongjin (que depois se tornou parte da Cidade Metropolitana de Incheon). Em 26 de dezembro de 1994, a ilha foi movida para a jurisdição de Ansan, em qual ainda permanece.

## Educação
Daebudo tem três pré-escolas, três escolas de ensino fundamental e um ensino médio. A ilha (especificamente Seongamdo) também abriga o Gyeonggi English Village's Ansan Camp, uma vila para imersão de estudantes da província Gyeonggi.